# Eugène Charles Catalan
Eugène Charles Catalan, född 30 maj 1814 i Brygge, död 14 februari 1894, var en belgisk matematiker.
Catalan föddes i Belgien, men studerade matematik vid École Polytechnique i Paris, där han mötte Joseph Liouville. År 1834 blev han förvisad från universitetet, och flyttade då till Châlons-sur-Marne, där han fick en tjänst. Med stöd från Liouville återvände han år 1838 till École Polytechnique för att undervisa i deskriptiv geometri.
Catalan arbetade med kedjebråk, deskriptiv geometri, talteori och kombinatorik. Han formulerade Catalans förmodan år 1844, som först blev visad av Preda Mihăilescu år 2002. Han introducerade också Catalantalen för att lösa ett matematiskt problem.

## Eftermäle
Asteroiden 13178 Catalan är uppkallad efter honom.